# Pont de l'Ascension
Le pont de l'Ascension (Вознесенский мост) est un pont de Saint-Pétersbourg qui enjambe le canal Griboïedov. Il mesure 19,3 m de long et 20 m de large.  On trouve en amont le pont Kokouchkine et en aval le pont Podiatcheski. 
L'ouvrage est dénommé d'après une église du même nom construite par Antonio Rinaldi et détruite par les communistes en 1936.

## Histoire

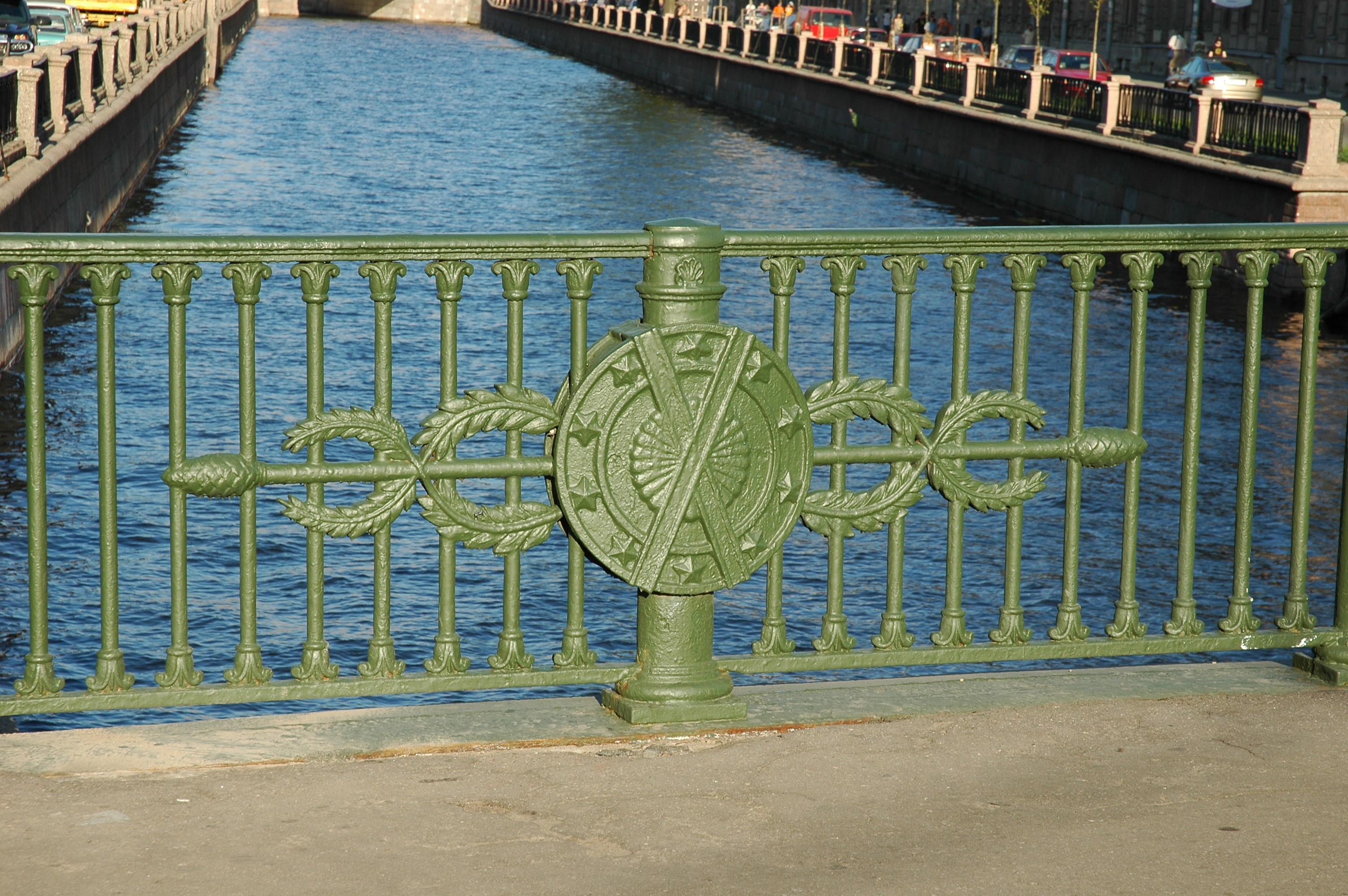
Détail de la grille du parapet.

Un pont de bois est d'abord construit en 1735, reconstruit en pierre vers 1790, lorsque l'on aménage les quais en granite. Il fait alors 12 m de long sur un peu plus de 10 m de large. On le reconstruit en 1919, puis en 1930, lorsqu'il est agrandi pour laisser passer le tramway de l’avenue Maïorov (nom donné alors à l’avenue de l’Ascension). Le pont est bombardé par la Luftwaffe pendant le siège de Léningrad. Il est reconstruit par Lévine et Noskov en 1957-1958.
Les environs du pont sont évoqués dans Crime et Châtiment de Fiodor Dostoïevski.